# قايدو نورمان لايبر
قايدو نورمان لايبر (بالإنجليزية: Guido Norman Lieber)‏ هو قاضي أمريكي، ولد في 21 مايو 1837 في كولومبيا في الولايات المتحدة، وتوفي في 25 أبريل 1923.